# Гуменське сільське поселення
Гуме́нське сільське поселення (рос. Гуменское сельское поселение) — муніципальне утворення у складі Краснослободського району Мордовії, Росія. Адміністративний центр — село Гумни.
Станом на 2002 рік існували Гуменська сільська рада (села Гумни, Кользіваново, Плужне) та Шаверська сільська рада (села Тенішево, Шаверки).
24 квітня 2019 року ліквідоване Шаверське сільське поселення (села Тенішево, Шаверки) увійшло до складу Гуменського сільського поселення.

## Населення
Населення — 1497 осіб (2019, 1825 у 2010, 2045 у 2002).

## Склад
До складу поселення входять такі населені пункти:
| Населений пункт    | Населення, осіб (2002) | Населення, осіб (2010) |
| ------------------ | ---------------------- | ---------------------- |
| Гумни, село        | 760                    | 743                    |
| Кользіваново, село | 68                     | 30                     |
| Плужне, село       | 532                    | 487                    |
| Тенішево, село     | 305                    | 240                    |
| Шаверки, село      | 380                    | 325                    |